# 明日泥棒
『明日泥棒』（あすどろぼう）は、小松左京によるSF小説。

## 概要
1965年1月から7月まで『週刊現代』に連載され、同年12月に講談社から刊行された。
現代社会に常識を越えた能力の持ち主を持ち込むことでそれを利用しようとする人間によって引き起こされる混乱など、微妙なバランスの上に成り立っている人間社会のあり方を風刺した喜劇調SF小説。
石ノ森章太郎の萬画『となりのたまげ太くん』には本作の登場人物であるゴエモンが登場し、サンコミックス版の『となりのたまげ太くん』は小松左京が巻頭言を執筆している。

## あらすじ
平凡なサラリーマンである戸田雄三は、怪人物ゴエモンと出会い、無理矢理居候として押しかけられてしまう。戸田と恋人ネネ子との喧嘩に腹を立てたゴエモンは、自分の安眠のために日本を中心とした広範囲で一切の音を消し、全世界の爆発物を使用不能にするおそるべき能力を持っていた。このゴエモンの力に目を付けたCIAの暗躍が始まり、右翼活動家の田村大三はゴエモンの力を使って世界情勢を塗り替え、自身の理想を実現しようともくろむ。一方ではゴエモンの争奪戦が繰り広げられ、他方では世界規模の力関係の変動が起きる中、世界の歴史を変える巨大な事件が始まっていく。

## 登場人物
戸田雄三
本作の主人公であり語り手。電機メーカーに勤務するサラリーマンで、偶然ゴエモンに出会ったことから、世界を揺るがす事件に巻き込まれていく。
ゴエモン
正式には「ゴエモン・百二十六万八千九百十一号」と称している。日の丸を突き刺した山高帽に、上半身はモーニング、下半身は袴に下駄履きという和洋折衷の姿をした謎の中年男。各地の方言を取り混ぜた怪しい日本語を使う。強力な科学力と超能力を持つ一方、社会常識については知識が中途半端で、比喩的な言い回しを字面通りに受け取って騒動を起こす。日本の天皇のサインをもらうために日本にやってきたと称しているが、彼がどこから来たかは物語の終盤で明らかになる。
田村大三
政界の黒幕。右翼活動家ながら世界平和を夢見るロマンチストでもあり、ゴエモンの能力を利用して世界を大国支配から解放しようと試みる。

## 書誌情報
- 講談社、1965年12月。
- 講談社〈ロマン・ブックス〉 1967年発行[2]
- 角川書店〈角川文庫〉 1973年発行[2]
- 勁文社〈ケイブンシャ文庫〉 1991年11月発行[2]
- 角川春樹事務所〈ハルキ文庫〉 2000年1月発行[2]、ISBN 4-8945-6627-3
- 『小松左京全集 完全版 3 明日泥棒 ゴエモンのニッポン日記』城西国際大学出版会、2009年3月。 ISBN 978-4-903624-03-7

### コミカライズ作品
- 石森プロ（作画）『明日泥棒』 ナガセ〈東進ブックス〉[2]、1995年10月。 ISBN 4-8908-5018-X

### 外国語訳
- Похитители завтрашнего дня : сборник научно-фантастических произведений, Сакё Комацу ; перевод с японского З. Рахима ; предисловие Д. Дубровского （Зарубежная фантастика）, Москва: Изд-во "Мир", 1970. OCLC 1020875879 - ロシア語訳
- Rytdienos grobikai, Sakio Komacu ; Iš japonu kalbos verte Arvydas Ališauskas, Vilnius : Vaga, 1973. OCLC 3303371 - リトアニア語訳

## 関連作品

### ゴエモンのニッポン日記
『アサヒグラフ』1966年4月1日号から9月9日号まで連載、1966年12月に講談社より刊行。1万年ぶりに日本を訪れ、SF作家である「私」（小松左京）のもとにホームステイに押しかけてきた宇宙人「ゴエモン百二十六万八千九百十号」（『明日泥棒』のゴエモンとは1番違い）の眼を通して、1966年当時の日本社会を風刺的に描いたSFルポルタージュである。
同作では、前年にも同族の「ゴエモン百二十六万八千九百十一号」が日本を訪れて数週間滞在しており、「私」はそれをモデルに『明日泥棒』を執筆した、という設定になっている。